# Jurriaan van Hall

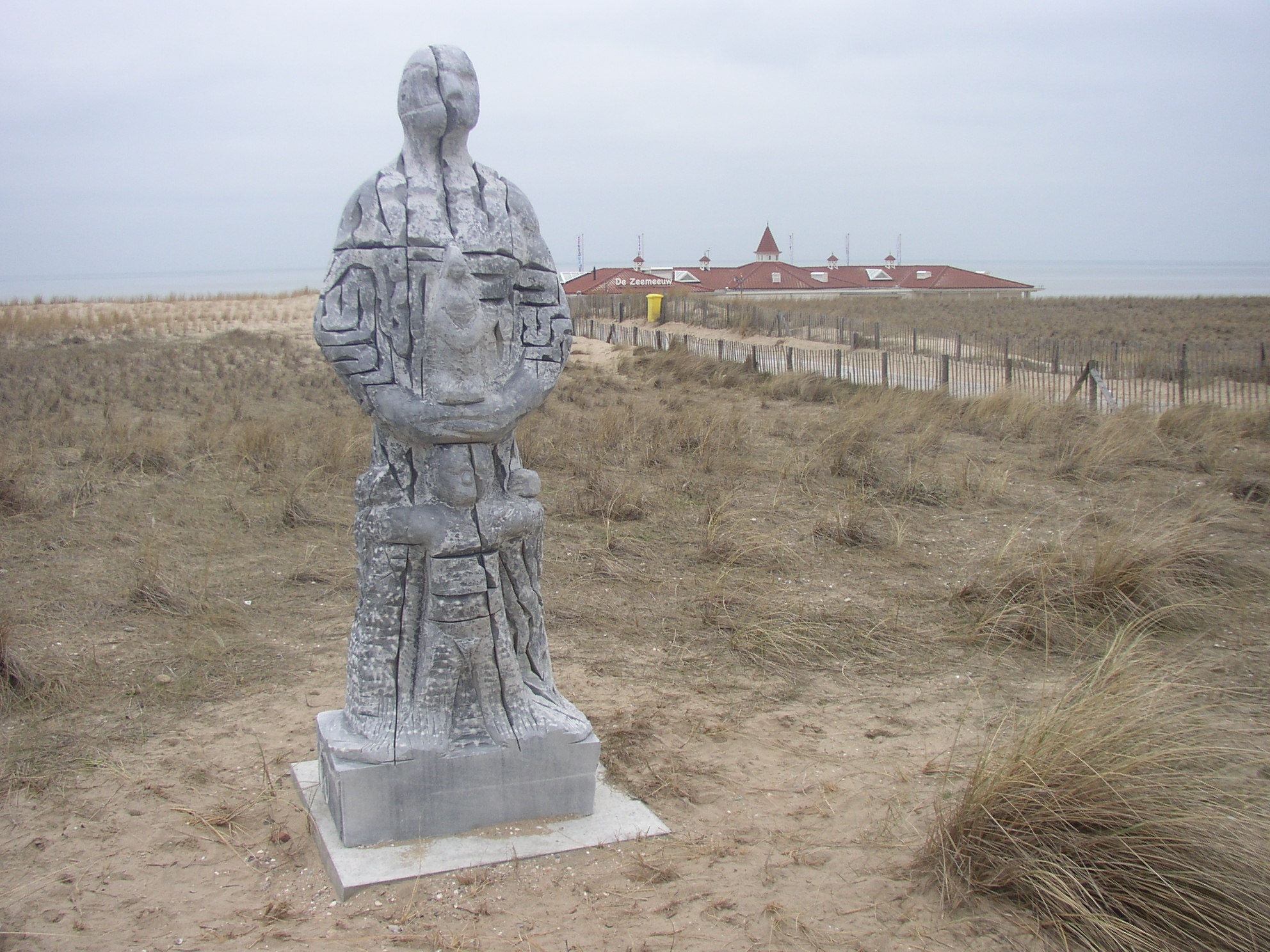
Family (2007), Noordwijk

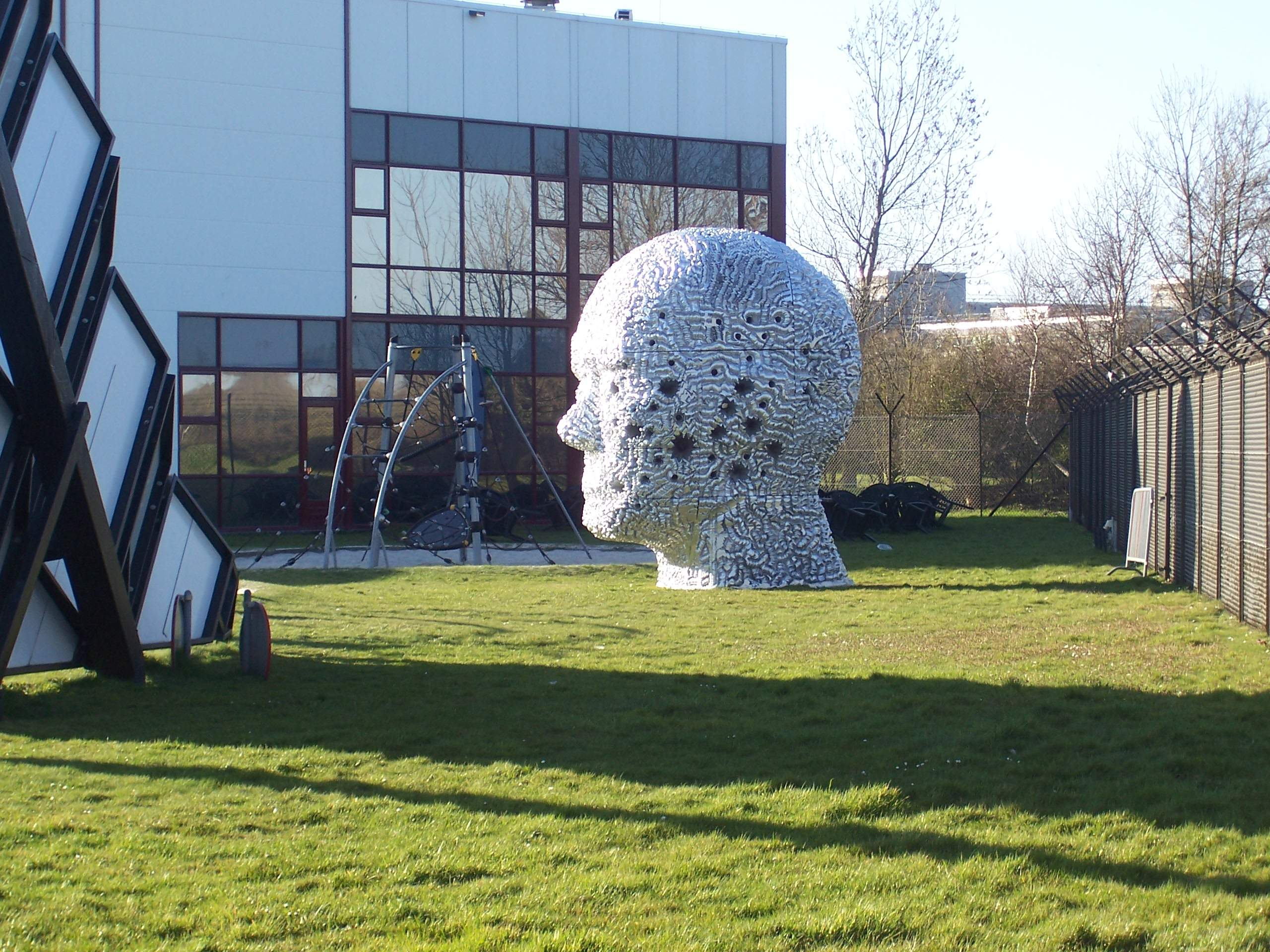
Inner Space Out (2013), Space Expo, Noordwijk

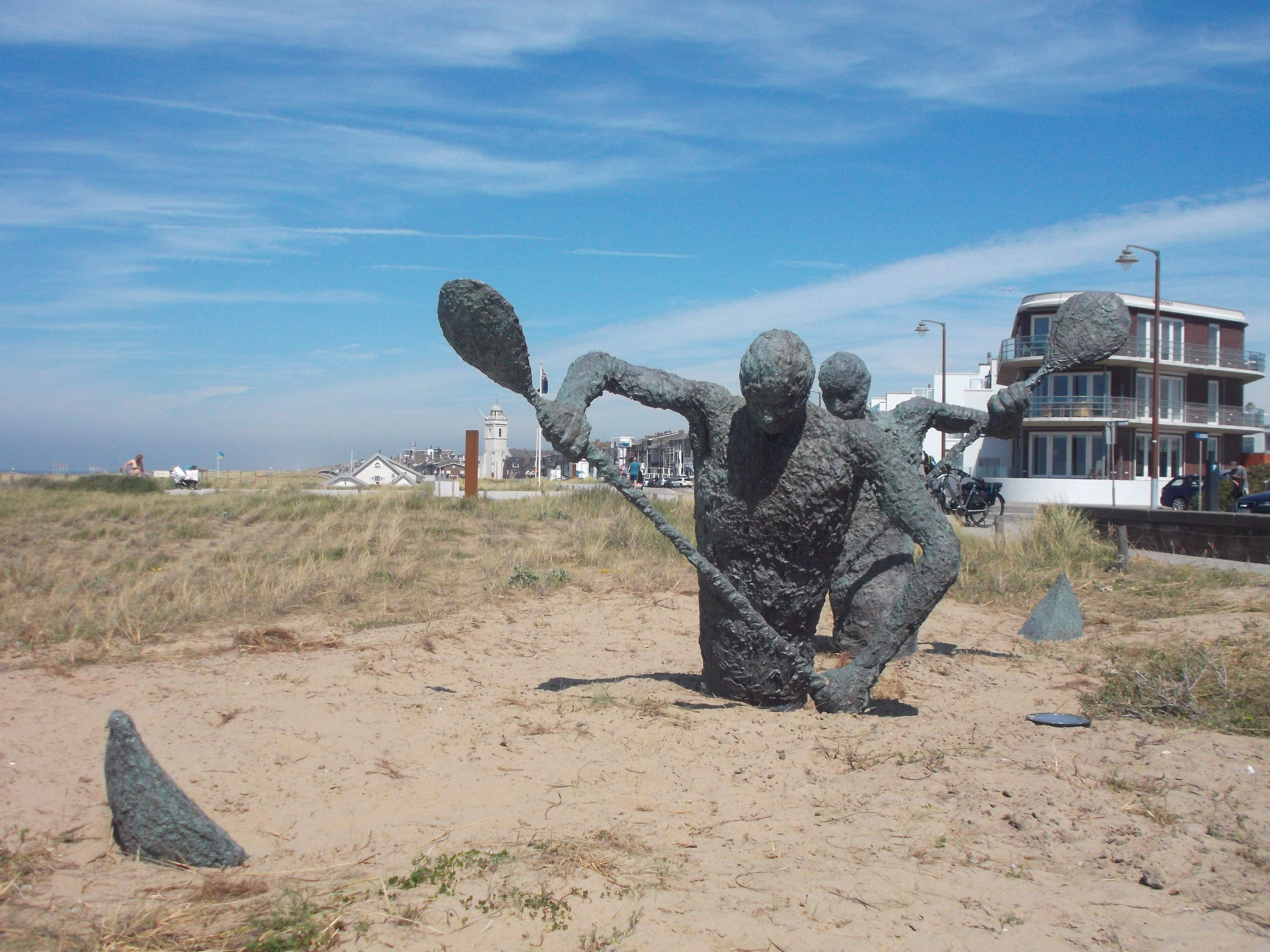
Monument Engelandvaarders (2017), Katwijk

Jurriaan van Hall (Heerlen, 25 april 1962) is een Nederlandse kunstschilder en beeldhouwer.
Van Hall studeerde onder meer aan de Gerrit Rietveld Academie, de Rijksakademie, en het Royal College of Art in Londen. Hij was met Peter Klashorst en Bart Domburg oprichter van het kunstenaarscollectief After Nature.
In 2004 werd Jurriaan van Hall Kunstenaar van het jaar.
Na het uiteenvallen van After Nature in 1993 ging Van Hall experimenteren met nieuwe media zoals computeranimaties en gemanipuleerde fotografie. Met het multimediacollectief Eyegasm pionierde hij als videokunstenaar. In 1995 keerde Van Hall terug naar de schilderkunst.
Van Hall woonde en werkte in Amsterdam en werkt tegenwoordig in Noordwijk, in het voormalige atelier van Charlotte van Pallandt, waarin ook zijn moeder Maja van Hall heeft gewerkt. Hij heeft een speciale band met Noordwijk, waar zijn ouders wonen. In 2007 werd een door Van Hall gemaakt marmeren beeld, Family, van 2,30 m hoog, op de Koningin Wilhelminaboulevard in Noordwijk aan Zee onthuld.
In juli 2012 was Van Hall bezig met een piepschuimkunsthoofd, dat hij sneed met een thermocutter, een apparaat met een gespannen gloeidraad om het piepschuim mee te branden. Het hoofd zou ongeveer 2,5 bij 4 meter groot worden. Het werk Inner Space Out is vanaf 12 april 2013 langdurig (onbepaalde tijd) in bruikleen gegeven aan de Space Expo in Noordwijk.

## Beelden
In (min of meer) openbare ruimte geplaatste beelden ontworpen door Van Hall:
- Family, Noordwijk aan Zee, 2007
- Inner Space Out, ESTEC, Noordwijk (Binnen), 2012/2013
- Freedom Forward, Monument Engelandvaarders, Katwijk aan Zee, Nieuw Zuid, 2017